# VK 1602 レオパルト
VK 1602 レオパルト  （VK 1602 Leopard）は、第二次世界大戦期のドイツで計画された偵察用軽戦車である。

## 概要
1941年、II号戦車系列の16t級偵察用軽戦車として開発が始まり、車体はMIAG社、砲塔をダイムラー・ベンツ社が担当した。1943年4月からの量産を予定していたが、試作車が完成する前に開発は中止された。
車体は、今までのII号戦車系のものとは違い、V号戦車パンターのような避弾経始に有効な傾斜した装甲板を組み合わせたものとなった。また、重量21.9tと軽戦車としては重いが、550馬力という高出力と350mmの幅が広い履帯により、整地なら最大60km/hを予定していた。
懸架方式もリーフスプリング方式から、II号戦車L型ルクスと同じダブルトーションバー方式に変更された。
武装は、砲塔に60口径5cm KwK39/1戦車砲と同軸機銃として7.92mmMG42機関銃を搭載した。この砲塔は、VK1602の開発中止後に8輪重装甲偵察車Sd.Kfz.234/2 "プーマ"に流用された。
尚、ほぼ同時期にこれと並行して、既存のパンターD型の車体をそのまま使用してVK1602と同型の砲塔を搭載する偵察戦車の計画や、おなじくパンターD型の車体に5cm KwK39と観測用機材を装備した旋回式砲塔を搭載した砲兵観測型の計画も進められたが、いずれも量産には至らなかった。

## 登場作品

### ゲーム
『World of Tanks』
ドイツ軽戦車「VK 16.02 Leopard」として開発可能。